# BBC micro:bit

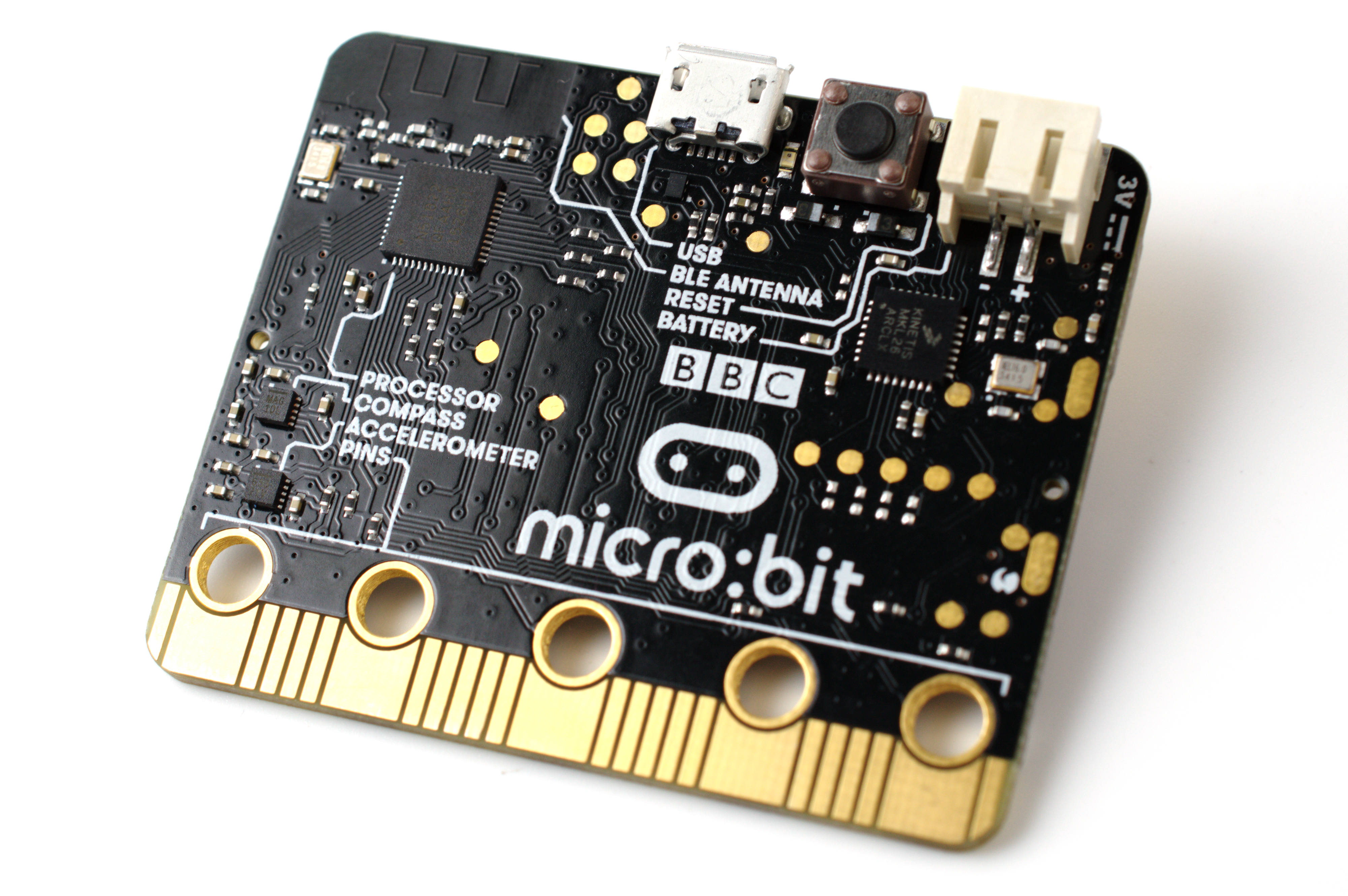
Rückseite des BBC micro:bit (erste Version)

Der BBC micro:bit ist ein preiswerter Einplatinencomputer, dessen erste Version von der British Broadcasting Corporation im Juli 2015 vorgestellt wurde. Vorrangiges Ziel des Projekts ist die Verbesserung der Schulbildung im Bereich der Informationstechnik. Das Gerät ist als Einplatinencomputer auf der Basis eines ARM-Mikrocontrollers realisiert und kann mittels verschiedener, im Web-Browser laufenden, Entwicklungsumgebungen programmiert werden.

## Hintergrund
Der BBC micro:bit wurde ab 2014 von der BBC entwickelt und im Juli 2015 vorgestellt. Nachdem ursprünglich die Auslieferung im Oktober des gleichen Jahres beginnen sollte, ist das Gerät nach Verzögerungen seit März 2016 verfügbar. Seitdem wurden mit Unterstützung verschiedener Partner mehr als eine Million Geräte kostenlos an 11- bis 12-jährige Schüler in Großbritannien verteilt. Vergleichbare Initiativen gibt es außerdem in den Niederlanden und in Island.
Der Name des Geräts nimmt Bezug auf den Heimcomputer BBC Micro des britischen Computerunternehmens Acorn, der in den 1980er Jahren verfügbar war und von der BBC für Lehrzwecke unterstützt wurde. Die Verantwortung für die weitere Verbreitung und Unterstützung des BBC micro:bit, der über verschiedene Elektronikhändler auch für Privatpersonen erhältlich ist, wurde ab Oktober 2016 an eine gemeinnützige Stiftung mit dem Namen Micro:bit Educational Foundation übertragen.
Mit dem Calliope mini ist seit August 2017 über den Cornelsen Verlag ein vergleichbarer, deutlich teurerer Computer (37.90 €) erhältlich, der in Deutschland entwickelt wurde. Trotz abweichender Pinbelegung ist dieser weitgehend Code-kompatibel zum BBC micro:bit, besitzt jedoch zusätzlich verbaute Hardware wie z. B. einen Lautsprecher, ein Mikrofon und verschiedene Leuchtdioden.
2020 kam eine zweite Version des BBC micro:bit auf den Markt.
Der Preis des BBC micro:bit beträgt je nach Anbieter etwa 19 € (Stand Juni 2024).

## Hardware

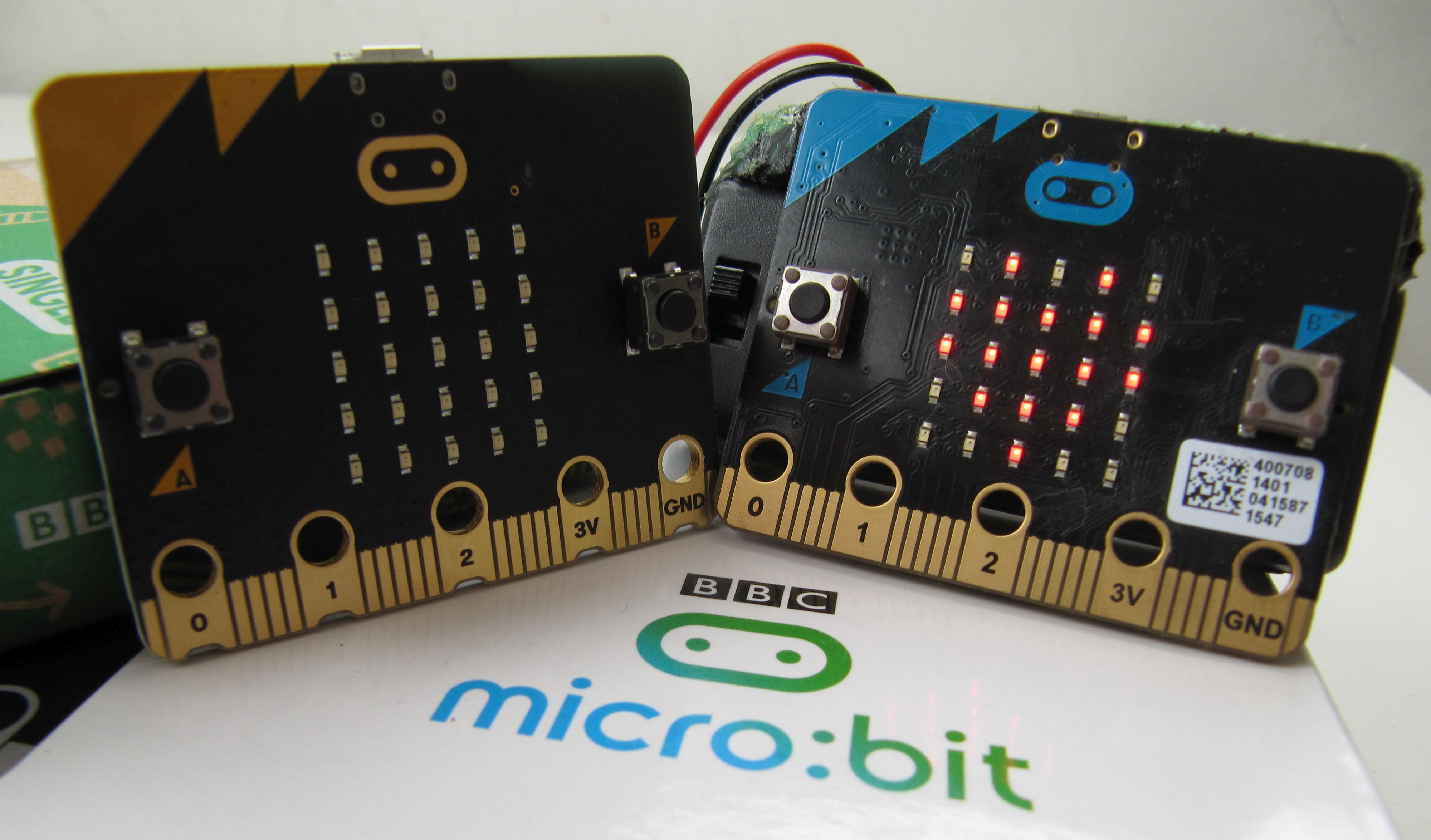
Version 1 (rechts) und Version 2 (links) des micro:bit

Auf dem BBC micro:bit sind in Form eines eingebetteten Systems alle relevanten Hardwarekomponenten vorhanden. Die Stromversorgung des BBC micro:bit erfolgt über eine Buchse für einen Batteriehalter, über die 3V/GND-Kontakte an der Steckerleiste oder über einen Micro-USB-Anschluss, der auch zur Datenübertragung genutzt wird.
Erste Version
Auf einer beidseitig bestückten Platine mit den Abmessungen 43 mm × 52 mm befindet sich als Prozessor ein Mikrocontroller vom Typ ARM Cortex-M0 (Nordic nRF51822) mit 32-Bit-Architektur und 16 MHz Taktfrequenz einschließlich 256 KB Flash-Speicher und 16 KB statischem RAM sowie Unterstützung für die Funktechnik Bluetooth Low Energy.
Zu einfacher Benutzerinteraktion dienen zwei Taster für Eingaben und 25 in einem 5×5-Raster angeordnete Leuchtdioden zur Ausgabe. Ein weiterer Taster ermöglicht einen Neustart des Systems. Das Gerät hat einen Beschleunigungssensor (NXP/Freescale MMA8652) und ein Magnetometer (NXP/Freescale MAG3110).
Darüber hinaus ist auf der Platine eine Platinensteckerleiste mit GPIO-Anschlüssen vorhanden, von denen drei einen Kontakt mittels Krokodilklemmen oder Bananensteckern ermöglichen. Verschiedene dieser Anschlüsse sind über einen Analog-Digital-Umsetzer als analoge Eingänge sowie für eine Kommunikation über I²C oder SPI nutzbar. Zwei weitere über Krokodilklemmen und Bananenstecker zugängliche Kontakte (3V/GND) stellen eine Stromversorgung für externe Hardware bereit.
Zweite Version
Die Ende 2020 veröffentlichte zweite Version des Einplatinencomputers bietet als wesentliche Neuerungen ein Mikrofon (mit LED-Indikatior), einen Lautsprecher sowie einen Berührungssensor. Als Prozesser kommt der Nordic Semiconductor nRF52833 mit 64 MHz Taktfrequenz zur Anwendung. Das System bietet nunmehr 512 KB Flash-Speicher und 128 KB statischem RAM. Die Stromversorgung wird über eine LED angezeigt.

## Software
Die Programmierung des BBC micro:bit erfolgt über verschiedene Entwicklungsumgebungen, die unter anderem JavaScript und MicroPython unterstützen und teilweise eine blockbasierte visuelle Softwareentwicklung ermöglichen, zum Beispiel Open Roberta vom Fraunhofer-Institut für Intelligente Analyse- und Informationssysteme. Die Entwicklungsumgebungen laufen in einem Webbrowser.
Nach dem Anschluss an einen PC über die USB-Schnittstelle wird der BBC micro:bit als USB-Datenträger verwaltet, auf welchen die Programme übertragen werden. Diese werden unmittelbar nach Einschalten oder Neustart des Systems ausgeführt.
Seit dem Betriebssystemupdate Version 5.3.2 ist es möglich, das micro:bit Board mit TI-Nspire CX II-T und TI-Nspire CX II-T CAS Taschenrechnern von Texas Instruments zu programmieren. Dabei wird sowohl Python Integration als auch die native micro:bit Sprachsyntax unterstützt.